# Церковь Святого Ованеса (Гянджа)
Церковь Святого Оване́са (Иоанна) (арм. Սուրբ Հովհաննես եկեղեցի [Suɾb Hɔvhɑnnɛs ɛkɛʁɛtsʰi]) — армянская церковь в городе Гяндже (Азербайджан).

## История
Согласно надписи на западной стене церкви, под солнечными часами, храм был построен в 1633 году (согласно другим данным в 1618 году), реконструирован в 1860 году. Церковь является одним из древнейших сохранившихся сооружений в Гяндже. Здесь были похоронены вардапет Аваг, сотник Арзуман, мелик Межлум.
До 1990 года церковь была действующей, но по причине Карабахского конфликта последовали массовые погромы армян, затем они были изгнаны, церкви, в том числе эта, разграблены. После этих событий руководство приняло решение организовать в здании церкви музыкальный клуб. Армянские источники сообщают, что для сокрытия армянского происхождения церкви, армянские надписи интерьера и экстерьера церкви были стёрты, с церкви снят крест.
В 1970-е годы был широко известен настоятель церкви как составитель лечебных талисманов и лечащий по фотографии.
В здании организована филармония.

## Галерея

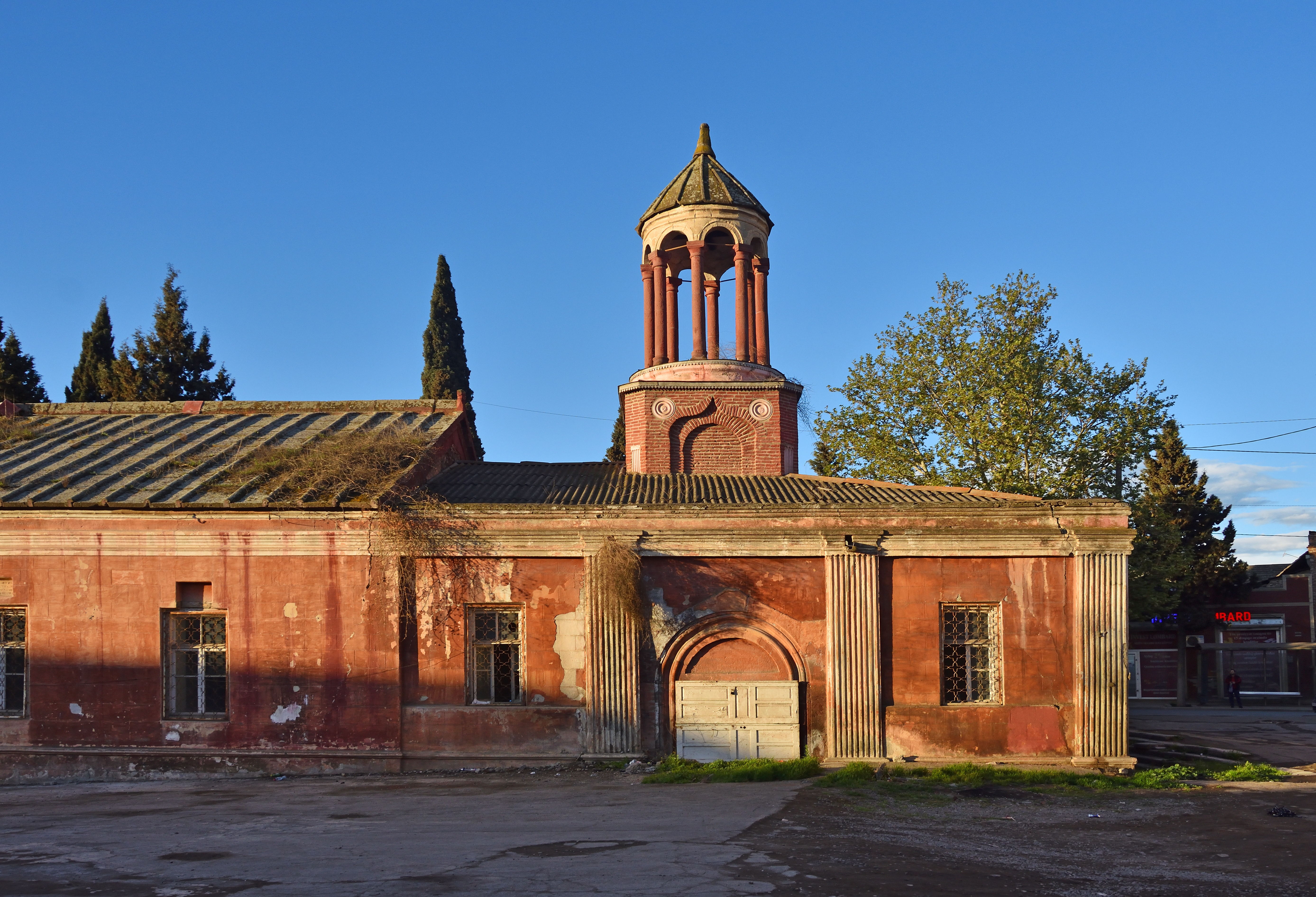
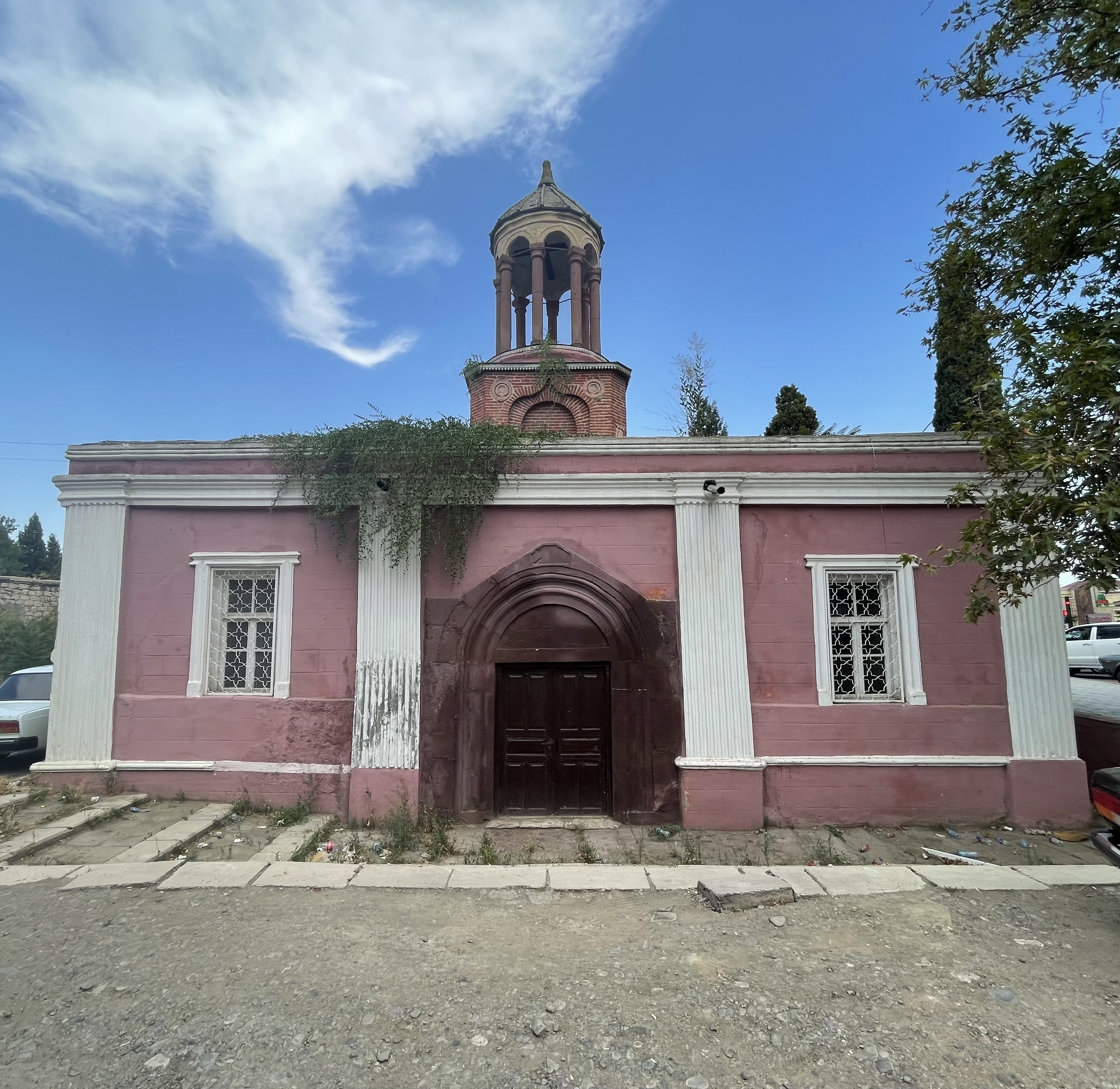
Главный вход (2021)
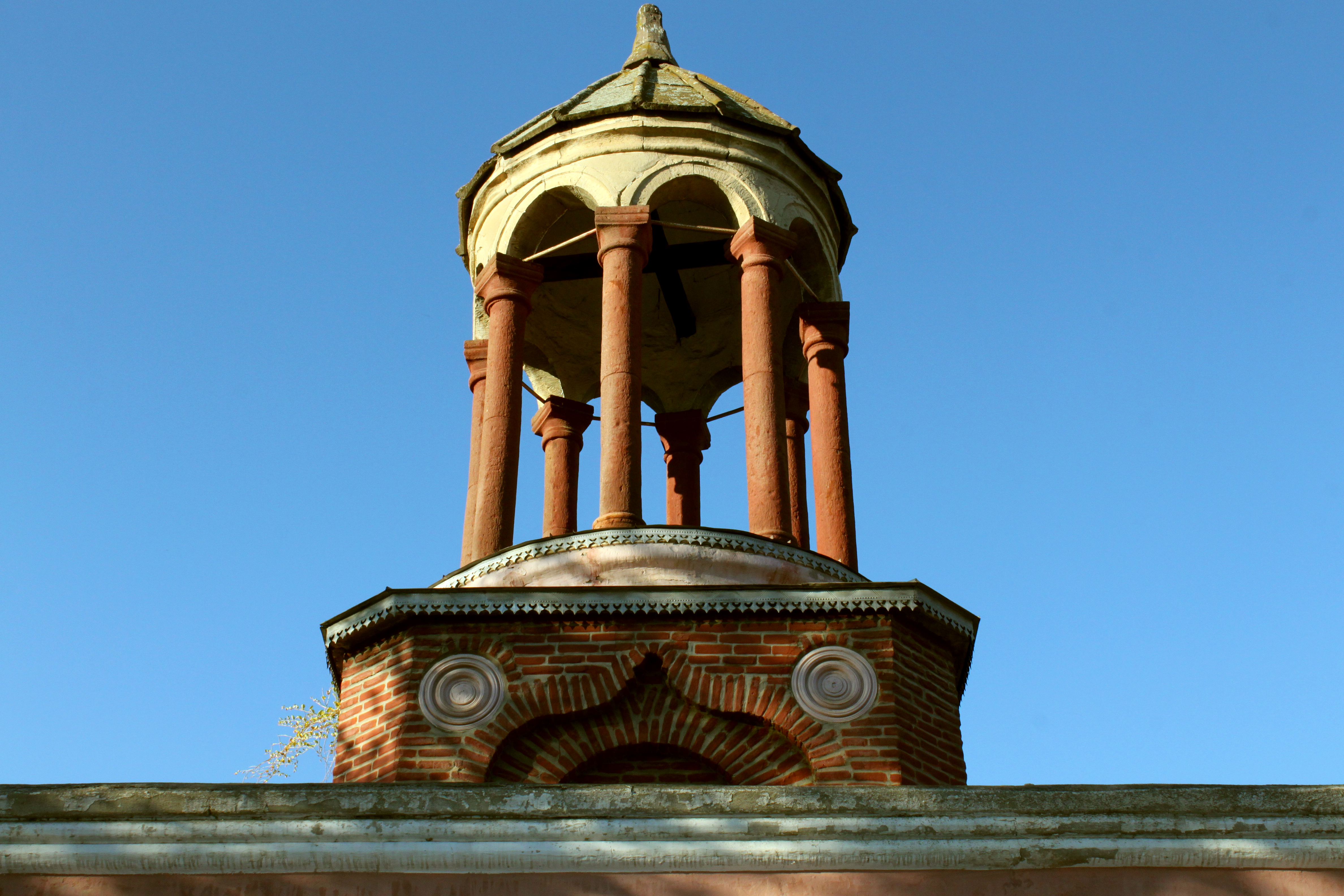
Колокольня (2019)